# Вице Вуков
Винко Вице Вуков (Шибеник, 3. август 1936 — Загреб, 24. септембар 2008) био је хрватски певач и политичар. Два пута је представљао Југославију на Песми Евровизије. Био је учесник Хрватског прољећа, после чега му је било забрањено да наступа.

## Биографија
Рођен је 3. августа 1936. године у Шибенику.
Шездесетих година XX века је био један од најпопуларнијих певача у Југославији. Појавио се на Песми Евровизије 1963. са песмом Бродови и на Песми Евровизије 1965. са песмом Чежња, али није постигао значајнији успех.
Године 1972, након Хрватског прољећа, југословенске власти су га означиле као националисту па су му забрањени јавни наступи а све његове плоче су повучене из продавница.
Албум са новим песмама, али без његовог имена, појавио се 1989. године у хрватским продавницама, сигнализујући политичке промене.
Након увођења вишестраначког система у Хрватској, Вице Вуков је постао члан Социјалдемократске партије Ивице Рачана. Након неколико покушаја, 2003. постаје саборски заступник. Године 2001. предложен је за амбасадора Хрватске у Швајцарској.
Дана 17. новембра 2005, силазећи низ степенице зграде Сабора, Вице Вуков се спотакао и пао, доживевши тешку повреду главе. Одмах је збринут и извршена је операција. Марта 2006. његови доктори су изјавили да се налази у трајном вегетативном стању, без шанси за опоравак. Преминуо је 24. септембра 2008. године у Загребу.

## Фестивали
Опатија:
- Мирно теку ријеке (алтернација са Душаном Јакшићем), прва награда публике у дворани, прва награда стручног жирија ЈРТ, прва награда слушалаца југословенских радио и ТВ станица и нагрда за најбољи текст, '59
- Стих у пијеску (алтернација са Аницом Зубовић), друга награда
- Жеља (алтернација са Аницом Зубовић), '60
- Међуигра / Пут љубави, '61
- Једном у граду ко зна ком (алтернација са Лолом Новаковић), победничка песма, '61
- Твоја слика, '62
- Носталгија (алтернација са Аницом Зубовић) / Отишла си са ластама (алтернација са Душаном Јакшићем), победничка песма, '63
- Ноктурно / Њежна пјесма (алтернација са Ивом Робићем), '64
- Ноћ (алтернација са Аницом Зубовић), '66
- Доста је (алтернација са Душаном Јакшићем), 67

Београдско пролеће:
- И тако тече време, победничка песма, '67

Сплит:
- Наша ноћ (дует са Терезом Кесовијом) / Купачица, '64
- Пјаца (дует са Вишњом Корбар) / Бодулска балада, прва награда публике и награда ревије Студио, '65
- Шкриња, награда за текст / Бокељска ноћ, прва награда публике и победничка песма, '66
- Ајме свита (дует са Марушком Шинковић), награда жирија Удружења музичара Хрватске за најведрију композицију фестивала / Писмо ћали, прва награда публике и победничка песма, '67
- Шеснаест лавандера / Далматинска елегија, прва награда публике и победничка песма, '68
- Фини ли су, Маре, бали / Љубави моја, '69
- Звона мога града, прва награда публике, Златни грб града Сплита и победничка песма, '70
- Мојим родитељима, '71
- Бог нек' ти позлати руке, награда за текст, '93
- Швере, '94
- Испод мурве, '95
- Бокељска ноћ / Твоја земља, посебна награда за дугогодишњу верност и драгоцени уметнички допринос фестивалу, '98

Загреб:
- Само си се тако смијала (алтернација са Тихомиром Петровићем), '60
- Нина (алтернација са Бети Јурковић), '60
- Свитање (алтернација са Лолом Новаковић), награда публике, '61
- Сретник (алтернација са Тихомиром Петровићем), '61
- Негдје, '62
- На вајнкушеку глава / Дјевојчица и април / Малена, '63
- Луталица (алтернација са Ладом Лесковаром) / Не одлази (алтернација са Терезом Кесовијом), четврто место, '65
- Фићфирић (Вече шансоне), четврто место, '65
- Буди моја / Мисао на другове / Ти си ме варала, '66
- Ако сада одеш, '67
- Постоји и има, '68
- Реци (алтернација са Аном Штефок), '68
- Ако ме требаш (алтернација са Елвиром Воћа), '68
- Бар нешто за лаку ноћ и сан, прва награда публике, '69
- Мједени сат / Свијет је велик, прва награда публике, '70
- Твоја земља, '71
- Споменар (Вече шансоне), '71
- Загребу, '90
- Све наше љубави, '95
- Злато је на дну, '96
- Остави мало мјеста у срцу, 2000

 Песма Евровизије:
- Бродови, једанаесто место, '63
- Чежња, дванаесто место, '65

International Song Festival Sopot, Пољска:
- Твоја слика, '63

Фестивал Елида фаворит, Сапониа:
- Вјетар над острвом, '63

Мелодије Истре и Кварнера:
- У крилу Кварнера / Мој брод зову повратак, '65

Песма лета:
- Дарови за сву дјецу, победничка песма, '68

Крапина:
- Дедек си грунта / Вужги, победничка песма, '67
- Пиј, Јандраш, '68
- Суза за загорске бреге / В долини Сутле, '69
- Наточи Штеф / Добро ми дошел пријатељ,'70
- Луч и стеза, '90
- Сење, '91
- Все ти се мења на свету, '93
- На сунчецу дома, '95
- Ни Загреб далеко, '96
- Још јемпут бум дошел, 2000

Југословенски избор за Евросонг:
- Питања, Загреб '62
- Бродови, победничка песма, Београд '63
- Чежња, победничка песма, Загреб '65
- Од ово небо ти заде дел, Београд '66
- Цвијеће за Марију, Загреб '69

Славонија, Пожега:
- Пјеват ће Славонија / О, награда публике, '69
- Хеј, хеј водо,'70

Златне жице Славоније, Пожега:
- Тко јој љуби уплакано лице, '92
- Стави свјетиљку у прозор, '94
- Касна јесен злато носи, '95

Први интернационални фестивал Yamaha, Токио:
- Нека зна цијели свијет, друга награда фестивала, '70

Пјесме Подравине и Подравља, Питомача:
- На домаја спи, '95

Етнофест, Неум:
- Понеси ме, пјесмо, '97

Далматинска шансона, Шибеник:
- Добро јутро Шибенику (Вече старих песама), '98
- Увала дјетињства, '99
- Звона мога града (Вече старих песама, са клапом Фортица), 2000